# Barrio la Venta
Barrio la Venta är en ort i Mexiko.   Den ligger i kommunen Toluca och delstaten Mexiko, i den sydöstra delen av landet, 60 km väster om huvudstaden Mexico City. Barrio la Venta ligger 2 703 meter över havet och antalet invånare är 597.
Terrängen runt Barrio la Venta är platt åt nordost, men åt sydväst är den kuperad. Runt Barrio la Venta är det mycket tätbefolkat, med 2 915 invånare per kvadratkilometer. Närmaste större samhälle är Toluca, 5,5 km norr om Barrio la Venta. Trakten runt Barrio la Venta består till största delen av jordbruksmark.